# Alexander Zverev
Alexander „Saša“ Zverev (* 20. dubna 1997 Hamburk) je německý profesionální tenista ruského původu a vítěz mužské dvouhry z tokijské olympiády. Ve své dosavadní kariéře vyhrál na okruhu ATP Tour dvacet čtyři singlových turnajů včetně Turnaje mistrů 2018 a 2021 i sedmi Mastersů. K nim přidal dvě deblové trofeje. Na challengerech ATP a okruhu ITF získal dva tituly ve dvouhře.
Na žebříčku ATP byl ve dvouhře nejvýše klasifikován v červnu 2022 na 2. místě a ve čtyřhře pak v březnu 2019 na 68. místě. Na juniorském kombinovaném žebříčku ITF byl nejvýše klasifikován mezi říjnem 2013 až červnem 2014, kdy mu patřila 1. příčka. Trénuje ho otec Alexandr Zverev. Mezi srpnem 2018 a červencem 2019 byl součástí trenérského týmu Čechoameričan Ivan Lendl. Od léta 2017 do ledna 2018 spolupracoval se Španělem Juanem Carlosem Ferrerem a do května 2023 jej vedl Sergi Bruguera.
Na nejvyšší grandslamové úrovni si zahrál finále US Open 2020, v němž proti Rakušanu Dominicu Thiemovi ztratil vedení 2–0 na sety a nakonec prohrál v tiebreaku páté sady. Ve 23 letech se stal nejmladším grandslamovým finalistou od Djokoviće na US Open 2010. Podruhé odešel z finále grandslamu poražen po pětisetovém souboji na French Open 2024, kde jej přehrál Španěl Carlos Alcaraz. Jako poražený odešel i ze třetího finále, když na Australian Open 2025 podlehl světové jedničce Janniku Sinnerovi. Ve finále ATP Finals 2018 zdolal světovou jedničku Novaka Djokoviće a stal se třetím německým šampionem Turnaje mistrů. Druhý triumf na závěrečné události sezóny přidal v roce 2021.
V německém daviscupovém týmu debutoval v březnu 2016 singlovým utkáním světové skupiny proti České republice, v němž podlehl v pěti setech Tomáši Berdychovi. Za stavu 2:2 na zápasy nastoupil do rozhodující dvouhry proti Lukáši Rosolovi, ve které mu hladce podlehl. Do září 2024 v soutěži nastoupil k sedmi mezistátním utkáním s bilancí 9–5 ve dvouhře a 0–1 ve čtyřhře.
V roce 2015 jej Asociace tenisových profesionálů vyhlásila Hvězdou zítřka, do roku 2012 kategorie známé jako „nováček roku“.

## Osobní život
Pochází z rodiny ruských tenisových trenérů otce Alexandra Zvereva a matky Ireny Zverevové. Otec je bývalý profesionální tenista, který reprezentoval Sovětský svaz. V roce 1991 se s manželkou Irenou odstěhoval do Německa a je osobním trenérem syna. Jeho starší bratr Mischa je také profesionálním tenistou. Tenis začal hrát v pěti letech. Když vyrůstal, byl jeho idolem švýcarský tenista Roger Federer. Je basketbalový fanoušek, jehož oblíbeným klubem je americký tým Miami Heat. Hovoří německy, anglicky a rusky.
Přes zimu žije s rodinou na Floridě, kde trénuje v tenisovém centru Saddlebrook. Během léta bydlí v rodném Hamburku.
V říjnu 2020 ho jeho bývalá přítelkyně Olga Šarypovová obvinila z fyzického i psychické týrání během trvání jejich vztahu. Zverev veškerá obvinění odmítl. Po policejním vyšetřování nebylo získáno dostatek důkazů a případ byl uzavřen. Druhé obvinění z napadení proti němu vznesla jeho další bývalá přítelkyně Brenda Pateaová, se kterou má dceru, když uvedla, že ji Němec během hádky držel u zdi a škrtil. V říjnu 2023 německý soud rozhodl, že musí Pateaové zaplatil v přepočtu 11 miliónů korun. Zverev se proti trestnímu příkazu odvolal, což vyústilo v veřejnému projednání případu, které začalo na konci května 2024 během grandslamového French Open. 7. června soudní řízení skončilo mimosoudním vyrovnáním, když Zverev souhlasil s tím, že zaplatí 200 000 eur, z čehož 150 000 eur připadne státu a 50 000 eur charitativním organizacím. Zverev v mimosoudním urovnání nepřiznal svoji vinu a nebude tak mít záznam v trestním rejstříku.

## Tenisová kariéra

### 2016
Sezónu zahájil na turnaji smíšených družstev Hopman Cupu, kde po boku Sabine Lisické reprezentoval Německo. V australském Perthu prohrál ve dvouhrách s Nickem Kyrgiosem a Andym Murraym, nicméně dokázal přehrát francouzského tenistu Kennyho de Scheppera. Na úvodním grandslamu sezóny Australian Open podruhé v sezóně nestačil na Andyho Murrayho, když mu v úvodním kole podlehl ve třech setech.

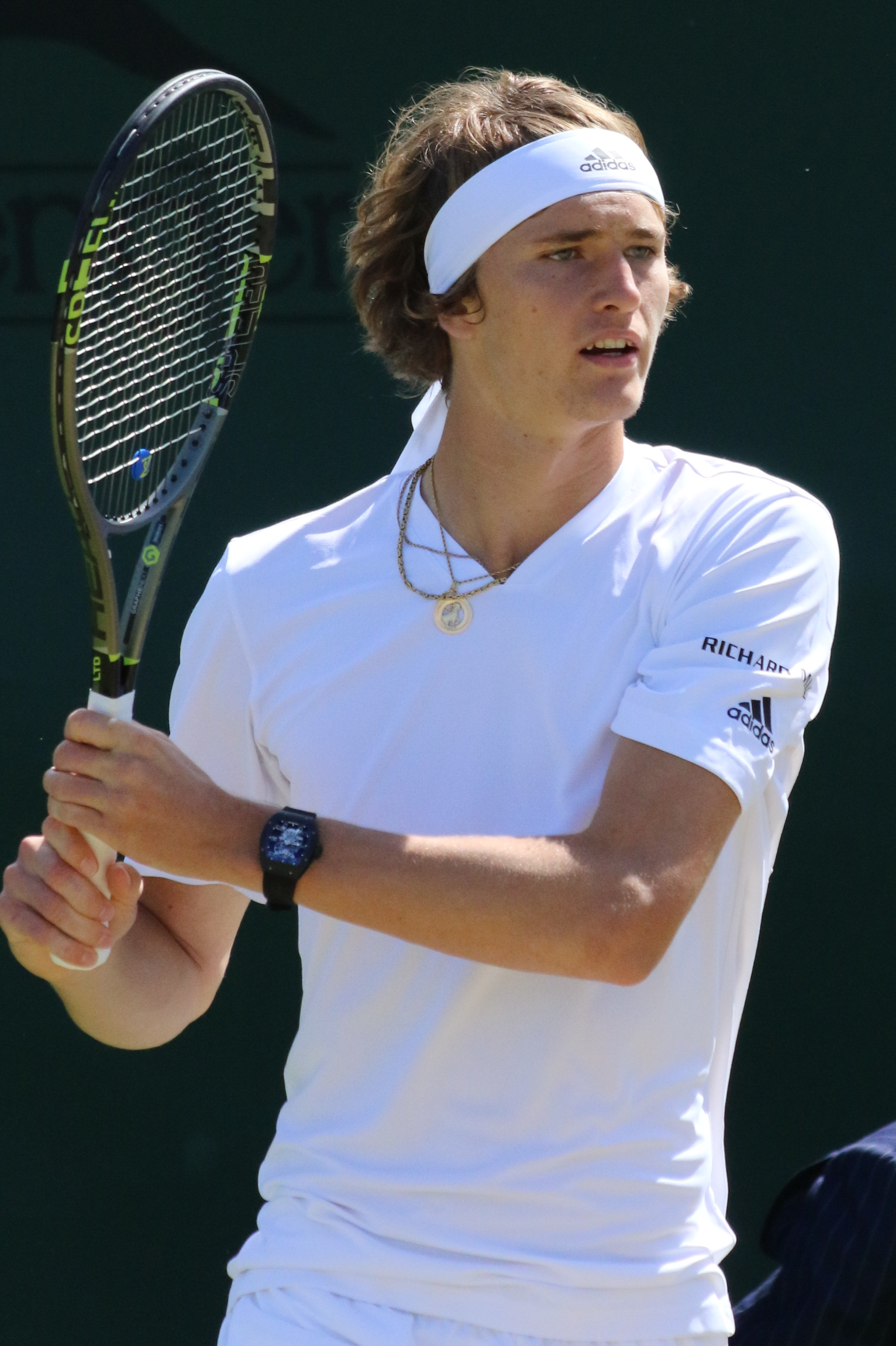
Ve Wimbledonu 2016

Následně startoval na francouzském turnaji Open Sud de France v Montpellier, kde došel do semifinále, když třeba ve 2. kole dokázal porazit světovou třináctku Marina Čiliće z Chorvatska. V něm ale nestačil na domácího Paula-Henriho Mathieuho, s nímž neuhrál ani set. V tomto zápase za stavu 6–7 a 4–5 z jeho pohledu vyběhl za hlavním rozhodčím, který změnil výrok čárového a vulgárně mu vynadal, za což byl napomenut.
Další zastávkou byl turnaj kategorie ATP World Tour 500, nizozemský Rotterdam. Po zdolání Kanaďana Vaska Pospisila a světové patnáctky Francouze Gillese Simona, nestačil ve čtvrtfinále na dalšího Francouze Gaëla Monfilse. Na Open 13 v Marseille mu po vítězstvím nad domácím Julienem Benneteauem vystavil ve 2. kole stopku Tomáš Berdych, se kterým prohrál ve třech setech.
V březnu si připsal premiérový start v Davis Cupu za německý tým, když debutoval singlovým utkáním světové skupiny proti České republice, v němž podlehl v pěti setech Tomáši Berdychovi, a ani druhý vzájemný zápas v krátké době neovládl. Za stavu 2:2 na utkání nastoupil k rozhodujícímu zápasu, ve kterém mu ovšem nedal šanci Lukáš Rosol, a v utkání mu dovolil jen 6 gemů.
Na americkém BNP Paribas Open v Indian Wells, se přes chorvatského tenistu Ivana Dodiga, Bulhara Grigora Dimitrova a Gillese Simona dostal do čtvrtého kola, kde podlehl ve třech sadách Rafaelovi Nadalovi ze Španělska, přestože v posledním setě disponoval jedním mečbolem. Dalším americkým turnajem bylo Miami Open, kde v úvodním kole zdolal hráče startujícího na divokou kartu Michaela Mmoha, aby ho v dalším kole porazil domácí Steve Johnson.
Antukovou část sezóny zahájil monackým Monte-Carlo Rolex Masters. V prvním kole lehce přešel přes ruského hráče Andreje Rubljova. Následně podlehl Marcelu Granollersovi, jenž se do turnaje dostal jako lucky loser po odstoupení krajana Davida Ferrera.
Poté odcestoval do Barcelony, kde v úvodním kole porazil krajana Jana-Lennarda Struffa. Ve druhém kole přehrál ve třech sadách Brazilce Thomaze Bellucciho, a v turnaji ho zastavil Malek Džazírí, který mu nepovolil ani set.
Po turnaji Open Banco Sabadell odcestoval do Německa, kde startoval na mnichovském turnaji BMW Open. Na úvod si poradil s Malekem Džazírím a po výhře nad Lukášem Rosolem postoupil do čtvrtfinále. Tam porazil belgického tenistu Davida Goffina a postoupil semifinále, v němž ve třech setech nestačil na Rakušana Dominica Thiema.
Na turnaji Masters 1000 v Římě nejprve porazil Grigora Dimitrova, avšak ve 2. kole lehce podlehl Švýcarovi Rogeru Federerovi.

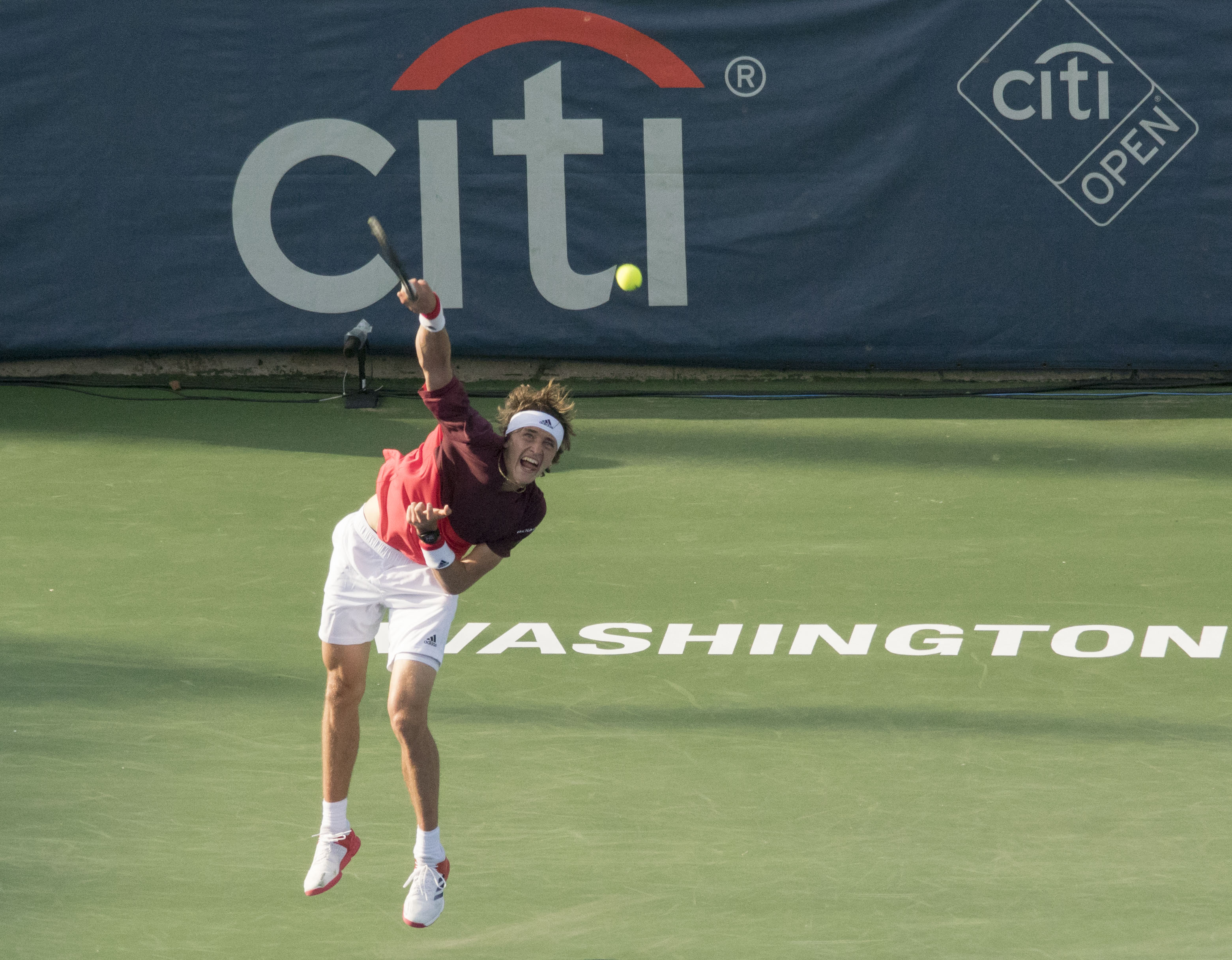
Podání na Citi Open 2016

Další události pro něj byla francouzská Open de Nice Côte d'Azur, kde mu jako osmému nasazenému skrečoval za stavu 5–7 a 7–5 v 1. kole Kyle Edmund z Británie. V druhém kole ho čekal Marcel Granollers, jemuž oplatil dubnovou porážku. Ve čtvrtfinále ho čekal Gilles Simon, se kterým do té doby neprohrál. A bilanci si vylepšil i po tomto utkání. V zápase o finále přehrál Portugalce João Sousu, díky čemuž postoupil do svého prvního singlového finále na okruhu ATP. V něm byl nad jeho síly Dominic Thiem, který mu v rozhodujícím setu uštědřil kanára a zvítězil.
Na French Open prošel přes francouzské tenisty Pierra-Huguese Herberta a Stéphana Roberta do třetího kola, v němž ho z turnaje vyřadil po čtyřsetovém průběhu utkání Dominic Thiem, který si tak vylepšil s Němcem bilanci vzájemných zápasů na 3:0.
Prvním turnajem na trávě se pro něj stal domácí turnaj Gerry Weber Open v Halle, jenž se řadil do kategorie ATP 500. V úvodním kole zdolal Srba Viktora Troického, ve druhém kole mu za stavu 7–5 a 3–0 skrečoval krajan Benjamin Becker a ve čtvrtfinále nedal šanci ani kyperskému tenistovi Marcosi Baghdatisovi a postoupil do semifinále. V něm poprvé v kariéře porazil hráče z elitní světové desítky, když porazil obhájce titulu Švýcara Rogera Federera a postoupil do svého druhého finále na okruhu ATP. Tam si však svůj první titul nepřipsal a vítězem se stal jeho krajan Florian Mayer, který jej udolal ve třech setech.
Po úspěšném tažení na trávě ho čekal třetí grandslamový turnaj sezóny Wimbledon, kam přijížděl jako dvacátý čtvrtý nasazený. V úvodním kole si ve třech sadách poradil s francouzským hráčem Paulem-Henrim Mathieum, ve druhém pak po velké bitvě prošel dál přes Michaila Južnyjho, kterého udolal v pěti setech. Ve třetím kole jeho tažení ukončil po dvou hodinách a čtyřiceti minutách Tomáš Berdych, jemuž podlehl Po turnaji si odskočil na antukový domácí turnaj German Open, kde však jako čtvrtý nasazený skončil už v 1. kole na raketě Španěla Iñiga Cervantese Hueguna.

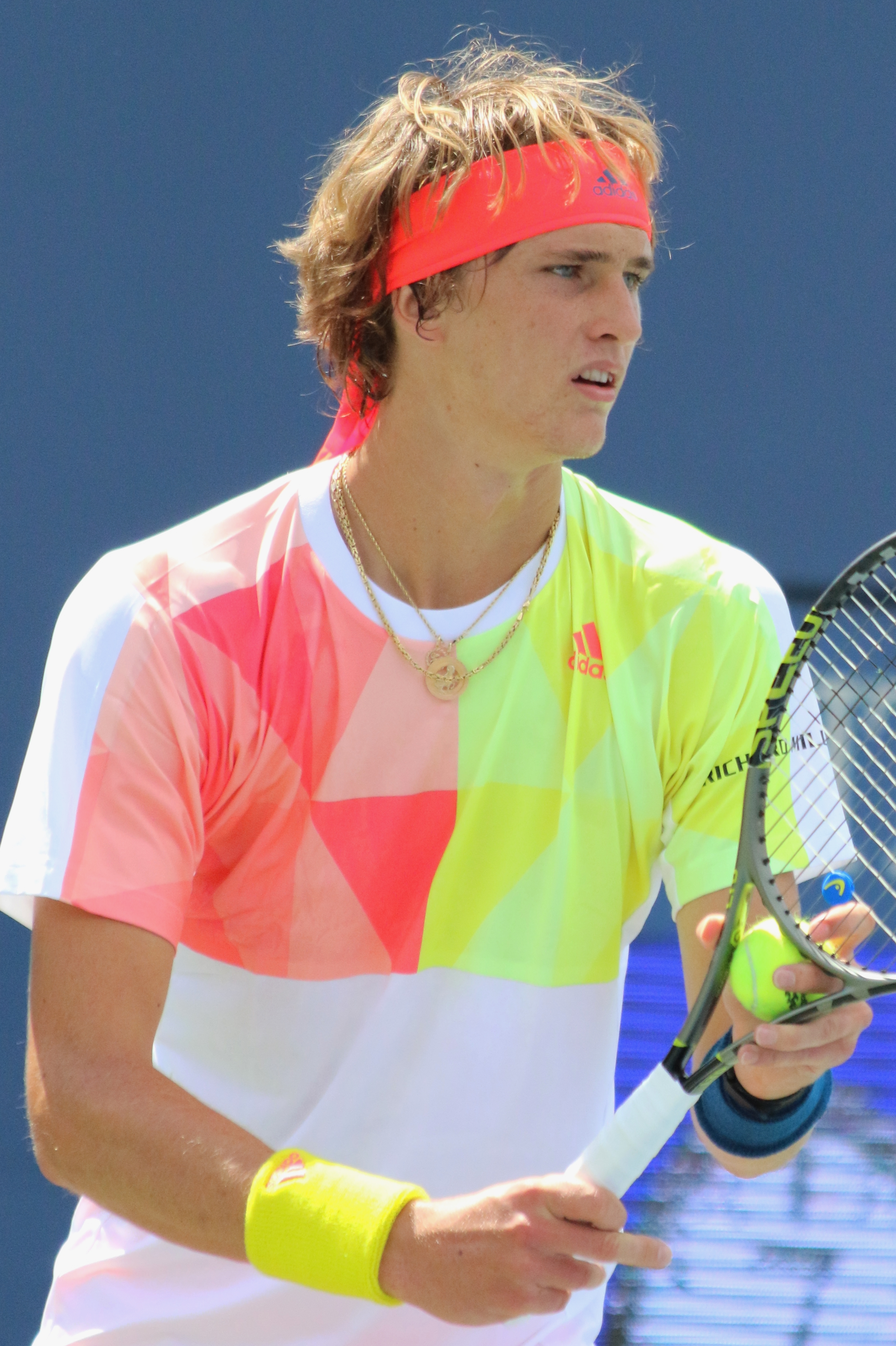
Servis na US Open 2016

Následovala americká část sezóny na tvrdém povrchu, kterou zahájil washingtonským Citi Open. Jako sedmý nasazený a držitel divoké karty měl na úvod volný los. Následně se přes domácího Taylora Fritze, Maleka Džazírího a Francouze Benoîta Paireho dostal do semifinále, v němž podlehl jinému francouzskému tenistovi a pozdějšímu vítězi turnaje Gaëlu Monfilsovi. V kanadském Torontu pak neprošel přes úvodní kolo, když ho ve dvou setech vyřadil Lu Jan-sun z Tchaj-wanu.
Na konci července pak oznámil, že se nezúčastní olympiády v Riu de Janeiru, poněvadž se necítil zcela fit: „Při posledních zápasech v Torontu a Washingtonu jsem se necítil stoprocentně. Snad budu zpátky v plné formě na Masters v Cincinnati.“ V srpnu pak opět nepřešel přes úvodní kolo, když na Masters v Cincinnati podlehl japonskému kvalifikantovi Jūiči Sugitovi. Na posledním Grand Slamu sezóny US Open skončil ve druhém kole, když jej ve čtyřech setech vyprovodil z turnaje Brit Daniel Evans.
Jako pátý nasazený startoval na petrohradském St. Petersburg Open, kde si na úvod poradil s domácím Karenem Chačanovem, který startoval na divokou kartu. V dalším kole porazil dalšího domácí hráče Daniila Medveděva a ve čtvrtfinále porazil do třetice ruského tenistu Michaila Južnyho, kterému povolil jen čtyři gemy. V semifinále pak na pátý pokus poprvé porazil Tomáše Berdycha, které ho zdolal dvakrát 6–4 a postoupil tak do svého třetího finále v sezóně i v kariéře. V něm ho čekala švýcarská turnajová jednička a světová trojka Stan Wawrinka, jehož za 2:24 hodin zdolal po třísetovém průběhu a získal první titul na okruhu ATP Tour. V devatenácti letech se zároveň stal prvním teenagerem, který ovládl singlovou událost od roku 2008, kdy na newhavenském turnaji triumfoval tehdy 19letý Marin Čilić. Ve světové klasifikaci se Zverev vrátil na srpnové kariérní maximum, když mu patřila 24. příčka.

### 2017
Na Australian Open přijížděl jako dvacátý čtvrtý nasazený. V pětisetové bitvě dokázal otočit průběh s Nizozemcem Robinem Haasem, aby ve druhém kole vyřadil amerického kvalifikanta Fancese Tiafoea. Ve třetím zápase však nestačil na turnajovou devítku a pozdějšího finalistu Rafaela Nadala, když nevyužil vedení 2–1 na sety.
Druhý singlový titul kariéry z okruhu ATP Tour vybojoval na montpellierském Open Sud de France, kde ve finále zdolal obhájce titulu Richarda Gasqueta. Spolu s bratrem Mischou Zverevem ovládli i čtyřhru. Naposledy předtím se obě soutěže turnaje podařilo vyhrát Lleytonu Hewittovi na červencovém Hall of Fame Tennis Championships 2014 v Newportu. Sourozenecká dvojice pak na okruhu triumfoval před šesti sezónami na Rakuten Japan Open Tennis Championships 2011 v Tokiu, kde si trofej připsali bratři Murrayovi.

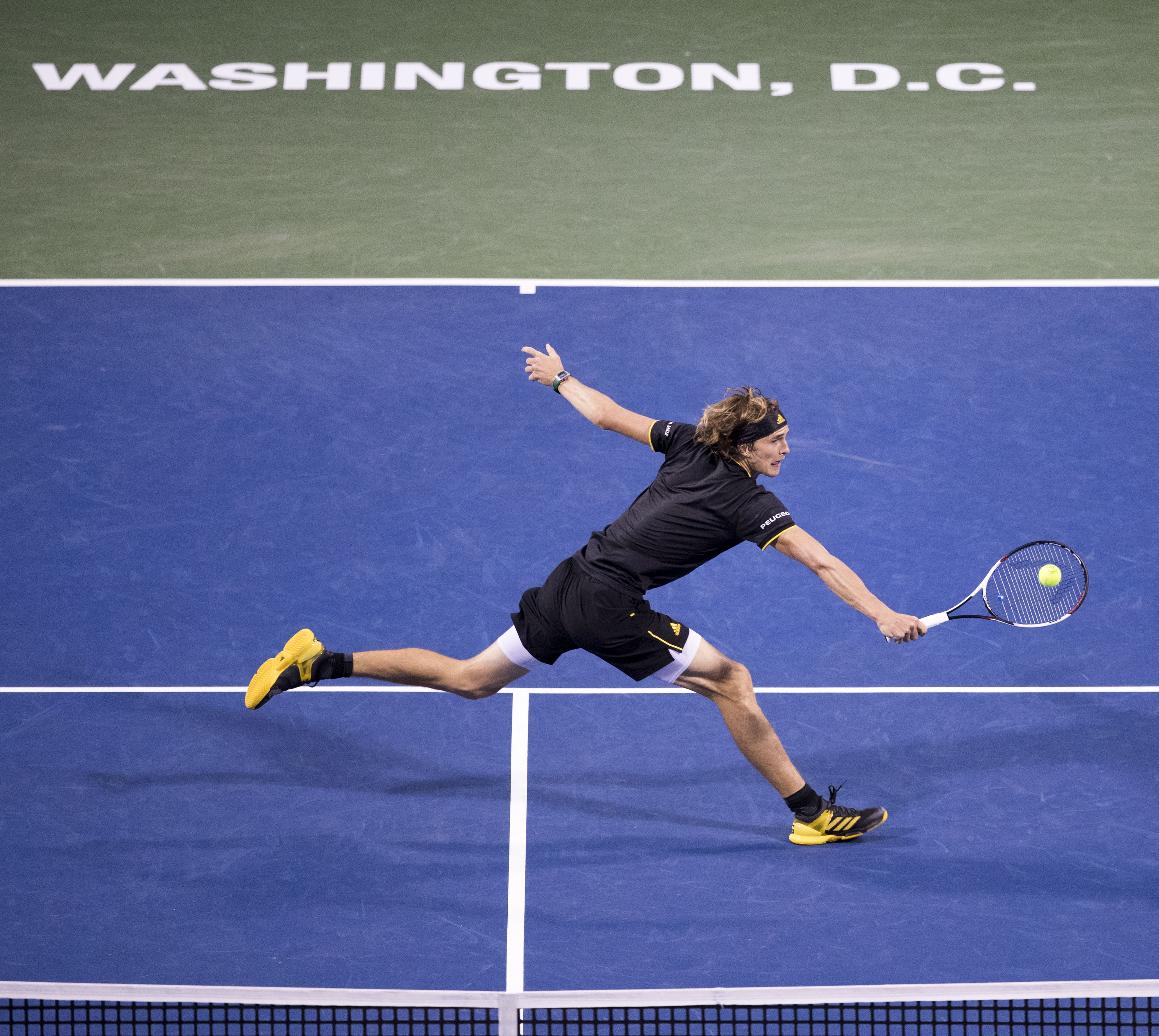
Na vítězném washingtonském Citi Open

Na počátku května triumfoval na mnichovském BMW Open, když v závěrečném boji přehrál argentinského kvalifikanta a 158. hráče žebříčku Guida Pellu po dvousetovém průběhu. Dosáhl tak na premiérový titul z antukového povrchu. V druhé polovině téhož měsíce ovládl událost na římské antuce Internazionali BNL d'Italia. Ve finále zdolal srbskou světovou dvojku Novaka Djokoviće po dvousetovém průběhu, když nečelil žádné brejkové hrozbě. Ve 20 letech poprvé triumfoval v sérii Masters. Stal se tak nejmladším vítězem této kategorie od Miami Masters 2007, a tehdy 19letého Djokoviće, rovněž jako vůbec prvním šampionem série narozeným v 90. letech dvacátého století. Po turnaji se premiérově v kariéře posunul do elitní světové desítky, když ji uzavíral 10. místem.

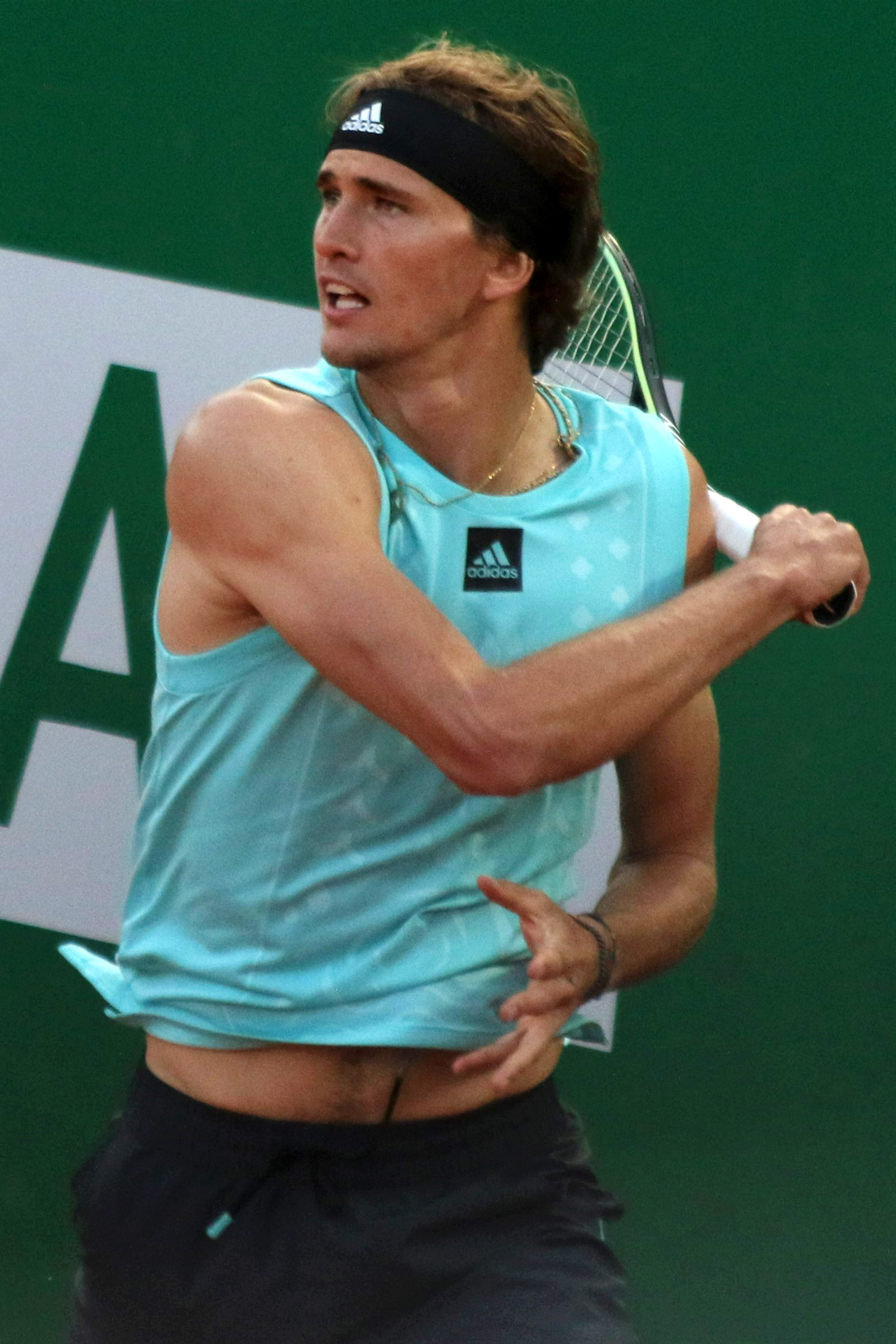
Na Monte-Carlo Rolex Masters 2022 prohrál v semifinále

Jako poražený finalista odešel z travnatého Gerry Weber Open, kde v závěrečném duelu uhrál čtyři gamy na světovou pětku Rogera Federera. Ve Wimbledonu mu v osmifinále stopku vystavil obhájce finálové účasti Milos Raonic po ztrátě vedení 2–1 na sety, tedy po stejném průběhu jako při vyřazení z melbournského majoru. Druhou kariérní trofej z kategorie ATP 500 si připsal v roli pátého nasazeného na washingtonském Citi Open, kde po semifinálovém vítězství nad Keiem Nišikorim zvládl i rozhodující zápas proti jihoafrické turnajové patnáctce Kevinu Andersonovi po dvousetovém průběhu a bez ztráty podání. Poměr vzájemných utkání navýšil na 3–0. Navazující týden ovládl svůj druhý vyhraný podnik v sérii Masters, když na montréalském Rogers Cupu oplatil červnovou finálovou prohru Federerovi. V probíhající sezóně si tak připsal pátý titul, čímž se posunul na první příčku po bok Federera. Výhra také znamenala jeho debutovou trofej ze série US Open. V následném vydání žebříčku ATP ze 14. srpna 2017 se poprvé posunul na 7. místo a o týden později na 6. příčku. Ve 20 letech se stal nejmladším vítězem Canada Masters od Novaka Djokoviće, jenž triumfoval v roce 2007 a také prvním německým šampionem od Borise Beckera a sezóny 1986.

### 2022: Světová dvojka a zranění kotníku
Během jarních antukových turnajů z kategorie Masters se třikrát po sobě utkal v semifinálovém utkání s Tsitsipasem. V Monte-Carlu i v Římě odešel poražen, zatímco v Madridu potřetí postoupil do finále. Z něho odešel premiérově poražen, když ho zastavil Španěl 19letý Carlos Alcaraz.  
Na French Open oplatil madridskou porážku jednomu z největší favoritů turnaje Alcarazovi a poprvé tak na grandslamu poprvé porazil člena první světové desítky. Do semifinálového utkání proti Nadalovi vstoupil lépe a v tiebreaku první sady měl čtyři setbolové příležitosti v řadě, aby tiebreak prohrál poměrem míčů 8:10. Na vítězství podával i ve druhém dějství, než na začátku další zkrácené hry upadl a přivodil výron kotníku, pro který musel utkání trvající po nedohraných dvou setech více než tři hodiny, utkání skrečovat. Z dvorce byl odvezen na kolečkovém křesle. Po skončení turnaje se poprvé posunul na druhé místo hodnocení a v průběhu srpna jej dělilo i přes neúčast na okruhu ATP 125 bodů od prvního Medveděva. Pro dlouho rekonvalescenci absentoval na túře do konce seźony, kterou ukončil poprvé od roku 2016 mimo první desítku.

### 2023: Návrat na dvorce a do první desítky
Na kurty se vrátil na přelomu prosince a ledna premiérovým ročníkem United Cupu, kde prohrál singlové duely proti Jiřímu Lehečkovi a Tayloru Fritzovi. Prvního vyhrané utkání se dočkal na grandslamovém Australian Open, než ho ve druhém kole vyřadil Michael Mmoh z druhé světové stovky. První vítěznou šňůru zaznamenal na Dubai Tennis Championships, kde postoupil do semifinále a podlehl Rubljovovi.
Na French Open startoval jako 22. nasazený. Jenom dva sety – ve třetím kole proti Francesi Tiafoeovi a ve čtvrtfinále proti Tomási Martínovi Etcheverrymu ztratil ma cestě do druhého semifinále na pařížském grandslamu v řadě. Z něj odešel poražen od Nora Caspera Ruuda, který mu nadělil ve třetím setu kanára.
Prvního turnajového triumfu od návratu po zranění a celkově jubilejního dvacátého v kariéře se dočkal na Hamburg European Open, kde ve finále zdolal Srba Lasla Djereho. Jednadvacátý titul získal v září na Chengdu Open po výhře nad Romanem Safiullinem.
Po roční pauze se kvalifikoval na Turnaj mistrů. Přestože v základní skupině zvládl dva ze tří duelů, když porazil Alcaraze i Rubljova a prohrál jenom s Medveděvem, nepostoupil ze základní skupiny, když o tom rozhodl jeho horší poměr vyhraných setů.

### 2024: Druhé finále grandslamu a opět světovou dvojkou
Sezónu rozehrál na týmové soutěži United Cupu. Jedinou singlovou porážku si připsal v semifinále proti de Minaurovi, Německo přesto postoupilo do boje o titul, ve kterém se utkali s Polskem. Po výhře polské světové jedničky Świątekové nad Němkou Kerberovou měl Hubert Hurkacz proti Zverovovi po vyhrané první sadě v tiebreaku druhého dějství dva mečboly za stavu 6:4 na celkové vítězství Polska v soutěži, Němec však mečboly odvrátil a vynutil Němcům rozhodnutí ve smíšené čtyřhře. V ní s deblovou světovou pětkou Laurou Siegemundovou Hurkacze se Świątekovou porazili v závěrečném supertiebreaku. Získal tak první triumf v týmových soutěžích. Na Australian Open hrál jako šestý nasazený. Na hraně vyřazení se ocitl již ve druhém kole, kdy proti němu slovenský kvalifikant Lukáš Klein vedl již 2–1 na sety a koncovky třetího i čtvrtého setu rozhodla až zkrácená hra. Další pětisetový souboj zvládl v osmifinále s Britem Cameronem Norriem, proti němuž taktéž potřeboval k rozhodnutí až tiebreak pátého dějství. Mezi poslední osmičkou zaskočil světovou dvojku Carlose Alcaraze, čímž zaznamenal první výhru nad hráčem z první světové pětky na grandslamu a postup do prvního semifinále na australském majoru od po čtyřech letech. Proti Daniilu Medveděvovi sahal po postupu do druhé grandslamového finále v kariéře, když vedla již 2–0 na sety. Ve třetím a čtvrtém setu však nezvládl zkrácené hry, přestože v druhém případě měl v tiebreaku výhodu získaného podání a mohl utkání dopodávat. O vítězi pak musela rozhodnout pátá sada, kde Zverev ztratil jako první podání a dále se k žádné možnosti na návrat do zápasu nedostal a prohrál tak šesté ze sedmi semifinále na turnajích velké čtyřky.
Šestý kariérní titul z Masterů a druhý v Římě získal na Rome Masters, když ve finále zdolal Chilana Nicoláse Jarryho. Cestou pavoukem ztratil jediný set v semifinále proti dalšímu reprezentantovi z Chile Alejandru Tabilovi.
French Open otevřel výhrou v  ostře sledovaném zápase proti Nadalovi, figurujícím v té době až na 275.  místě, když se Zverev stal teprve čtvrtým přemožitelem Španěla na pařížském grandslamu. Na pokraji vyřazení se ocitl ve třetím kole proti Nizozemci Tallonz Griekspoorovi, proti kterému prohrával v rozhodujícím pátém setu již 1–4 s dvěma ztracenými servisy, než ovládl konečně zkrácenou hru. Pět setu potřeboval také proti třináctému muži žebříčku Holgeru Runeovi, se kterým prohrál už 1–2 na sety. Ve čtvrtfinále přehrál Australana Alexe de Minaura a ve čtvrtém pařížském semifinále v řadě oplatil rok starou prohru se stejné fáze Casperu Ruudovi. Cestou do finále strávil na dvorci 19 hodin a 27 minut, nejdelší dobu ze všech finalistů od začátku počítání statistik v roce 1991. V souboji o titul, do kterého na French Open postoupil jako druhý Němec po Stichovi v roce 1996 a ve kterém usiloval o to, aby se stal první mužským grandslamovým vítězem ve dvouhře od Beckera na Australian Open 1996, byl nad jeho síly třetí muž žebříčku Carlos Alcaraz, který jej porazil po více než 4 hodinách v pětisetovém utkání.
Na pařížské olympiádě nastoupil do dvou soutěží. Ve dvouhře, v níž startoval jako obhájce titulu, skončil ve čtvrtfinále, kde jej vyřadil Ital Lorenzo Musetti. V mixu vytvořil nejvýše nasazený pár se Siegemundovou, hned v prvním kole je však vyřadili Češi Kateřina Siniaková a Tomáš Macháč, kteří následně celou soutěž ovládli.
Na Paris Masters získal po finále výhře nad Ugem Humbertem sedmý kariérní titul z Masterů, když ve finále dominoval především na servisu, po které ztratila jen pět míčů. Bodový zisk mu zajistil návrat na druhé místo žebříčku ATP, kde předstihl Alcaraze. Již na začátku září získal jistotu sedmého startu na Turnaji mistrů. Ze zákládní skupiny postoupil z prvního místa, když mu Alcaraz, Ruud ani Rubljov neodebrali ani jeden set. V semifinále ho zastavil Američan Taylor Fritz, když o vítězi utkání rozhodl až tiebreak třetího setu.

### 2025: Třetí finále grandslamu a útok na pozici světové jedničky
Potřetí se grandslamové finále zahrál na Australian Open poté, co mu semifinálové utkání po první setu skrečoval Djoković. Ve finále byla na jeho síly italská světová jednička Jannik Sinner, který mu nepovolil ani jeden set, přičemž se ve finále Zverev neprobojoval ani k jedné brejkolové šanci. Odešel poražen i z třetího finále na grandslamu.

## Finále na Grand Slamu

### Mužská dvouhra: 3 (0–3)
| Stav      | Rok  | Turnaj          | Povrch | Soupeř ve finále | Výsledek                     |
| --------- | ---- | --------------- | ------ | ---------------- | ---------------------------- |
| Finalista | 2020 | US Open         | tvrdý  | Dominic Thiem    | 6–2, 6–4, 4–6, 3–6, 6–7(6–8) |
| Finalista | 2024 | French Open     | antuka | Carlos Alcaraz   | 3–6, 6–2, 7–5, 1–6, 2–6      |
| Finalista | 2025 | Australian Open | tvrdý  | Jannik Sinner    | 3–6, 6–7(4–7), 3–6           |

## Utkání o olympijské medaile

### Mužská dvouhra: 1 (1 zlato)
| Stav  | rok  | místo konání    | povrch | soupeř         | výsledek |
| ----- | ---- | --------------- | ------ | -------------- | -------- |
| Zlato | 2020 | Tokio, Japonsko | tvrdý  | Karen Chačanov | 6–3, 6–1 |

## Finále na okruhu ATP Tour
| Legenda                              |
| ------------------------------------ |
| D – dvouhra; Č – čtyřhra             |
| Grand Slam (0–3 D)                   |
| Turnaj mistrů (2–0 D)                |
| Olympijské hry (1–0 D)               |
| ATP Tour Masters 1000 (7–5 D; 0–1 Č) |
| ATP Tour 500 (6–4 D; 1–3 Č)          |
| ATP Tour 250 (8–2 D; 1–2 Č)          |

| Fnále podle povrchu   |
| --------------------- |
| tvrdý (15–7 D; 2–2 Č) |
| antuka (9–5 D; 0–2 Č) |
| tráva (0–2 D; 0–2 Č)  |

| Fnále podle prostředí  |
| ---------------------- |
| venku (16–12 D; 1–4 Č) |
| hala (8–2 D; 1–2 Č)    |

### Dvouhra: 38 (24–14)
| Stav      | č.  | datum              | turnaj                                | kategorie      | povrch    | soupeř ve finále      | výsledek                     |
| --------- | --- | ------------------ | ------------------------------------- | -------------- | --------- | --------------------- | ---------------------------- |
| Finalista | 1.  | 21. května 2016    | Nice, Francie                         | ATP 250        | antuka    | Dominic Thiem         | 3–6, 6–3, 0–6                |
| Finalista | 2.  | 19. června 2016    | Halle, Německo                        | ATP 500        | tráva     | Florian Mayer         | 2–6, 7–5, 3–6                |
| Vítěz     | 1.  | 25. září 2016      | Petrohrad, Rusko                      | ATP 250        | tvrdý (h) | Stan Wawrinka         | 6–2, 3–6, 7–5                |
| Vítěz     | 2.  | 12. února 2017     | Montpellier, Francie                  | ATP 250        | tvrdý (h) | Richard Gasquet       | 7–6(7–4), 6–3                |
| Vítěz     | 3.  | 7. května 2017     | Mnichov, Německo                      | ATP 250        | antuka    | Guido Pella           | 6–4, 6–3                     |
| Vítěz     | 4.  | 21. května 2017    | Řím, Itálie                           | ATP 1000       | antuka    | Novak Djoković        | 6–4, 6–3                     |
| Finalista | 3.  | 25. června 2017    | Halle, Německo                        | ATP 500        | tráva     | Roger Federer         | 1–6, 3–6                     |
| Vítěz     | 5.  | 6. srpna 2017      | Washington, D.C., Spojené státy       | ATP 500        | tvrdý     | Kevin Anderson        | 6–4, 6–4                     |
| Vítěz     | 6.  | 13. srpna 2017     | Montréal, Kanada                      | ATP 1000       | tvrdý     | Roger Federer         | 6–3, 6–4                     |
| Finalista | 4.  | 1. dubna 2018      | Miami, Spojené státy                  | ATP 1000       | tvrdý     | John Isner            | 7–6(7–4), 4–6, 4–6           |
| Vítěz     | 7.  | 6. května 2018     | Mnichov, Německo (2)                  | ATP 250        | antuka    | Philipp Kohlschreiber | 6–3, 6–3                     |
| Vítěz     | 8.  | 13. května 2018    | Madrid, Španělsko                     | ATP 1000       | antuka    | Dominic Thiem         | 6–4, 6–4                     |
| Finalista | 5.  | 20. května 2018    | Řím, Itálie                           | ATP 1000       | antuka    | Rafael Nadal          | 1–6, 6–1, 3–6                |
| Vítěz     | 9.  | 5. srpna 2018      | Washington, D.C., Spojené státy (2)   | ATP 500        | tvrdý     | Alex de Minaur        | 6–2, 6–4                     |
| Vítěz     | 10. | 18. listopadu 2018 | Londýn, Spojené království            | Turnaj mistrů  | tvrdý (h) | Novak Djoković        | 6–4, 6–3                     |
| Finalista | 6.  | 3. března 2019     | Acapulco, Mexiko                      | ATP 500        | tvrdý     | Nick Kyrgios          | 3–6, 4–6                     |
| Vítěz     | 11. | 19. května 2019    | Ženeva, Švýcarsko                     | ATP 250        | antuka    | Nicolás Jarry         | 6–3, 3–6, 7–6(10–8)          |
| Finalista | 7.  | 13. října 2019     | Šanghaj, Čína                         | ATP 1000       | tvrdý     | Daniil Medveděv       | 4–6, 1–6                     |
| Finalista | 8.  | 13. září 2020      | US Open, New York, Spojené státy      | Grand Slam     | tvrdý     | Dominic Thiem         | 6–2, 6–4, 4–6, 3–6, 6–7(6–8) |
| Vítěz     | 12. | 18. října 2020     | Kolín nad Rýnem, Německo              | ATP 250        | tvrdý (h) | Félix Auger-Aliassime | 6–3, 6–3                     |
| Vítěz     | 13. | 25. října 2020     | Kolín nad Rýnem, Německo              | ATP 250        | tvrdý (h) | Diego Schwartzman     | 6–2, 6–1                     |
| Finalista | 9.  | 8. listopadu 2020  | Paříž, Francie                        | ATP 1000       | tvrdý (h) | Daniil Medveděv       | 7–5, 4–6, 1–6                |
| Vítěz     | 14. | 20. března 2021    | Acapulco, Mexiko                      | ATP 500        | tvrdý     | Stefanos Tsitsipas    | 6–4, 7–6(7–3)                |
| Vítěz     | 15. | 9. května 2021     | Madrid, Španělsko (2)                 | ATP 1000       | antuka    | Matteo Berrettini     | 6–7(8–10), 6–4, 6–3          |
| Vítěz     | 16. | 1. srpna 2021      | Tokio, Japonsko                       | Olympijské hry | tvrdý     | Karen Chačanov        | 6–3, 6–1                     |
| Vítěz     | 17. | 22. srpna 2021     | Cincinnati, Spojené státy             | ATP 1000       | tvrdý     | Andrej Rubljov        | 6–2, 6–3                     |
| Vítěz     | 18. | 31. října 2021     | Vídeň, Rakousko                       | ATP 500        | tvrdý (h) | Frances Tiafoe        | 7–5, 6–4                     |
| Vítěz     | 19. | 21. listopadu 2021 | Turín, Itálie (2)                     | Turnaj mistrů  | tvrdý (h) | Daniil Medveděv       | 6–4, 6–4                     |
| Finalista | 10. | 6. února 2022      | Montpellier, Francie                  | ATP 250        | tvrdý (h) | Alexandr Bublik       | 4–6, 3–6                     |
| Finalista | 11. | 8. května 2022     | Madrid, Španělsko                     | ATP 1000       | antuka    | Carlos Alcaraz        | 3–6, 1–6                     |
| Vítěz     | 20. | 30. července 2023  | Hamburk, Německo                      | ATP 500        | antuka    | Laslo Djere           | 7–5, 6–3                     |
| Vítěz     | 21. | 26. září 2023      | Čcheng-tu, Čína                       | ATP 250        | tvrdý     | Roman Safiullin       | 6–7(2–7), 7–6(7–5), 6–3      |
| Vítěz     | 22. | 19. května 2024    | Řím, Itálie (2)                       | ATP 1000       | antuka    | Nicolás Jarry         | 6–4, 7–5                     |
| Finalista | 12. | 9. května 2024     | French Open, Paříž, Francie           | Grand Slam     | antuka    | Carlos Alcaraz        | 3–6, 6–2, 7–5, 1–6, 2–6      |
| Finalista | 13. | 21. července 2024  | Hamburk, Německo                      | ATP 500        | antuka    | Arthur Fils           | 3–6, 6–3, 6–7(1–7)           |
| Vítěz     | 23. | 3. listopadu 2024  | Paříž, Francie                        | ATP 1000       | tvrdý (h) | Ugo Humbert           | 6–2, 6–2                     |
| Finalista | 14. | 26. ledna 2025     | Australian Open, Melbourne, Austrálie | Grand Slam     | tvrdý     | Jannik Sinner         | 3–6, 6–7(4–7), 3–6           |
| Vítěz     | 24. | 20. dubna 2025     | Mnichov, Německo (3)                  | ATP 500        | antuka    | Ben Shelton           | 6–2, 6–4                     |

### Čtyřhra: 8 (2–6)
| Stav      | č. | datum           | turnaj               | kategorie | povrch    | spoluhráč     | soupeři ve finále            | výsledek              |
| --------- | -- | --------------- | -------------------- | --------- | --------- | ------------- | ---------------------------- | --------------------- |
| Finalista | 1. | 3. května 2015  | Mnichov, Německo     | ATP 250   | antuka    | Mischa Zverev | Alexander Peya Bruno Soares  | 6–4, 1–6, [5–10]      |
| Finalista | 2. | 7. února 2016   | Montpellier, Francie | ATP 250   | tvrdý (h) | Mischa Zverev | Mate Pavić Michael Venus     | 5–7, 6–7(4–7)         |
| Vítěz     | 1. | 12. února 2017  | Montpellier, Francie | ATP 250   | tvrdý (h) | Mischa Zverev | Fabrice Martin Daniel Nestor | 6–4, 6–7(3–7), [10–7] |
| Finalista | 3. | 25. června 2017 | Halle, Německo       | ATP 500   | tráva     | Mischa Zverev | Łukasz Kubot Marcelo Melo    | 7–5, 3–6, [8–10]      |
| Finalista | 4. | 24. června 2018 | Halle, Německo (2)   | ATP 500   | tráva     | Mischa Zverev | Łukasz Kubot Marcelo Melo    | 6–7(1–7), 4–6         |
| Finalista | 5. | 28. října 2018  | Basilej, Švýcarsko   | ATP 500   | tvrdý (h) | Mischa Zverev | Dominic Inglot Franko Škugor | 2–6, 5–7              |
| Vítěz     | 2. | 3. března 2019  | Acapulco, Mexiko     | ATP 500   | tvrdý     | Mischa Zverev | Austin Krajicek Artem Sitak  | 2–6, 7–6(7–4), [10–5] |
| Finalista | 6. | 14. dubna 2024  | Monte Carlo, Monako  | ATP 1000  | antuka    | Marcelo Melo  | Sander Gillé Joran Vliegen   | 7–5, 3–6, [5–10]      |

## Finále na challengerech ATP a okruhu Futures
| Legenda             |
| ------------------- |
| Challengery (2–0 D) |
| Futures (0–1 D)     |

### Dvouhra: 3 (2–1)
| Stav      | č. | datum              | turnaj                   | povrch | soupeř ve finále   | výsledek      |
| --------- | -- | ------------------ | ------------------------ | ------ | ------------------ | ------------- |
| Finalista | 1. | 18. listopadu 2012 | Bradenton, Spojené státy | antuka | Florian Reynet     | 0–6, 1–6      |
| Vítěz     | 1. | 5. července 2014   | Braunschweig, Německo    | antuka | Paul-Henri Mathieu | 1–6, 6–1, 6–4 |
| Vítěz     | 2. | 17. května 2015    | Heilbronn, Německo       | antuka | Guido Pella        | 6–1, 7–6(9–7) |

## Finále soutěží družstev: 2 (1–1)
| Stav      | č. | datum         | soutěž                       | povrch    | spoluhráčka                                                                            | soupeři ve finále                                                                                 | výsledek |
| --------- | -- | ------------- | ---------------------------- | --------- | -------------------------------------------------------------------------------------- | ------------------------------------------------------------------------------------------------- | -------- |
| Finalista | 1. | 6. ledna 2018 | Hopman Cup Perth, Austrálie  | tvrdý (h) | Angelique Kerberová                                                                    | Belinda Bencicová Roger Federer                                                                   | 1–2      |
| Vítěz     | 1. | 7. ledna 2024 | United Cup Sydney, Austrálie | tvrdý     | Angelique Kerberová Laura Siegemundová Maximilian Marterer Tatjana Mariová Kai Wehnelt | Hubert Hurkacz Iga Świąteková Daniel Michalski Katarzyna Kawaová Jan Zieliński Katarzyna Piterová | 2–1      |

## Finále na juniorském Grand Slamu

### Dvouhra juniorů: 2 (1–1)
| Stav      | rok  | turnaj          | povrch | soupeř ve finále | výsledek |
| --------- | ---- | --------------- | ------ | ---------------- | -------- |
| Finalista | 2013 | French Open     | antuka | Cristian Garín   | 4–6, 1–6 |
| Vítěz     | 2014 | Australian Open | tvrdý  | Stefan Kozlov    | 6–3, 6–0 |

## Chronologie výsledků na Grand Slamu

### Dvouhra
| Turnaj          | 2014 | 2015    | 2016    | 2017    | 2018    | 2019    | 2020    | 2021    | 2022    | 2023    | 2024    | 2025    | SR     | V–P    |
| --------------- | ---- | ------- | ------- | ------- | ------- | ------- | ------- | ------- | ------- | ------- | ------- | ------- | ------ | ------ |
| Australian Open | A    | 1Q      | 1. kolo | 3. kolo | 3. kolo | 4. kolo | SF      | ČF      | 4. kolo | 2. kolo | SF      | F       | 0 / 10 | 31–10  |
| French Open     | A    | 2Q      | 3. kolo | 1. kolo | ČF      | ČF      | 4. kolo | SF      | SF      | SF      | F       | ČF      | 0 / 10 | 38–10  |
| Wimbledon       | A    | 2. kolo | 3. kolo | 4. kolo | 3. kolo | 1. kolo | NH      | 4. kolo | A       | 3. kolo | 4. kolo | 1. kolo | 0 / 9  | 16–9   |
| US Open         | 2Q   | 1. kolo | 2. kolo | 2. kolo | 3. kolo | 4. kolo | F       | SF      | A       | ČF      | ČF      |         | 0 / 9  | 26–9   |
| výhry–prohry    | 0–0  | 1–2     | 5–4     | 6–4     | 10–4    | 10–4    | 14–3    | 17–4    | 8–2     | 12–4    | 18–4    | 10–3    | 0 / 38 | 111–38 |

| Legenda | Legenda                                   | Legenda | Legenda                     |
| ------- | ----------------------------------------- | ------- | --------------------------- |
| SR      | poměr vyhraných turnajů ku všem odehraným | W–L V–P | výhry–prohry                |
| NH      | daný rok se turnaj nekonal                | A       | turnaje se hráč nezúčastnil |
| 1Q / LQ | prohra v (kole) kvalifikace               | 1k / 1R | prohra v daném kole turnaje |
| QF / ČF | prohra ve čtvrtfinále                     | SF      | prohra v semifinále         |
| F       | prohra ve finále                          | Vítěz   | vítězství v turnaji         |

## Postavení v konečném žebříčku ATP

### Dvouhra
| Rok    | 2012 | 2013   | 2014   | 2015  | 2016  | 2017 | 2018 | 2019 | 2020 | 2021 | 2022  | 2023 | 2024 |
| Pořadí | 837. | ▲ 809. | ▲ 136. | ▲ 83. | ▲ 24. | ▲ 4. | ▬ 4. | ▼ 7. | ▬ 7. | ▲ 3. | ▼ 12. | ▲ 7. | ▲ 2. |

### Čtyřhra
| Rok    | 2012 | 2013 | 2014 | 2015   | 2016   | 2017   | 2018   | 2019  | 2020   | 2021   | 2022   | 2023   | 2024  |
| Pořadí | –    | –    | 486. | ▲ 343. | ▲ 161. | ▲ 103. | ▼ 109. | ▲ 99. | ▼ 174. | ▲ 129. | ▼ 140. | ▼ 195. | ▲ 90. |